# 714 Ulula
714 Ulula è un asteroide della fascia principale del diametro medio di circa 39,18 km. Scoperto nel 1911, presenta un'orbita caratterizzata da un semiasse maggiore pari a 2,5350239 UA e da un'eccentricità di 0,0571804, inclinata di 14,27133° rispetto all'eclittica.
Il nome fa riferimento all'ulula, un uccello della famiglia dei gufi.